# Рамешки рејон
Рамешки рејон (рус. Рамешковский район) административно-територијална је јединица другог нивоа и општински рејон на југоистоку Тверске области, у европском делу Руске Федерације.
Административни центар рејона је варошица Рамешки. Према проценама националне статистичке службе Русије за 2014. на територији рејона је живело 15.808 становника или у просеку око 6,29 ст/км².

## Географија
Рамешки рејон обухвата територију површине 2.511 km² и на 16. је месту по величини међу рејонима Тверске области (чини око 3% обласне територије). Граничи се са 6 других тверских рејона, и то са Максатишким и Бежецким на северу, Кашинским и Кимерским на истоку, Калињинским на југу и Лихослављанским рејоном на западу.
Најважнији водоток на територији Рамешког рејона је река Медведица, лева притока реке Волге која пресеца рејонску територију у смеру запад-исток. Мања подручја на крајњем северу рејона одводњавају се ка реци Мологи.
У јужном делу рејона налазе се бројне мочваре од којих је површински највећа Оршински Мох где наслаге тресета достижу дебљину од 7 до 8 метара. Просечне дебљине тресетних наслага у осталим деловима рејона су 3 до 4 метра. Бројна језера у јужном делу рејона припадају групацији Петровских језера, а највеће међу њима је Велико језеро површине 32 km².
Око 40% рејонске територије су обрадиве површине, а најдоминантније пољопривредне културе су кромпир, лан и житарице.

## Историја
Рамешки рејон успостављен је 12. јула 1929. као административна јединица Тверског округа Московске области.

## Демографија и административна подела
Према подацима пописа становништва из 2010. на територији рејона је живело укупно 14.988 становника. Према процени из 2014. у рејону је живело 15.808 становника, или у просеку 6,29 ст/км².
| 1959.  | 1970.  | 1979.  | 1989.  | 2002.  | 2010.  | 2014.   |
| ------ | ------ | ------ | ------ | ------ | ------ | ------- |
| 27.507 | 25.630 | 20.280 | 18.029 | 15.600 | 14.988 | 15.808* |

Напомена: према процени националне статистичке службе.
На подручју рејона постоје укупно 305 сеоских и једно урбано насеље, административно подељени на 10 сеоских и једну урбану општину. Административни центар рејона је варошица Рамешки у којој живи око трећина од укупне рејонске популације.